# ساتوشی هورینوچی
ساتوشی هورینوچی (انگلیسی: Satoshi Horinouchi؛ زادهٔ ۲۶ اکتبر ۱۹۷۹) بازیکن فوتبال اهل ژاپن است.
از باشگاه‌هایی که در آن بازی کرده‌است می‌توان به باشگاه فوتبال اوراوا رد دیاموندز اشاره کرد.